# Буковица Велика (Дервента)
Буковица Велика је насељено мјесто у општини Дервента, Република Српска, БиХ. Према попису становништва из 2013. у насељу је живјело 139 становника.

## Становништво
| Демографија | Демографија | Демографија |
| Година      | Становника  | Становника  |
| ----------- | ----------- | ----------- |
| 1971.       | 976         |             |
| 1981.       | 799         |             |
| 1991.       | 544         |             |
| 2013.       | 139         |             |